# Lawrence, Nebraska
Lawrence är en ort i Nuckolls County i delstaten Nebraska, USA.